# Саґурамський хребет
Саґурамський хребет (груз. საგურამოს ქედი) — гірський хребет на Сході Грузії. 

## Опис

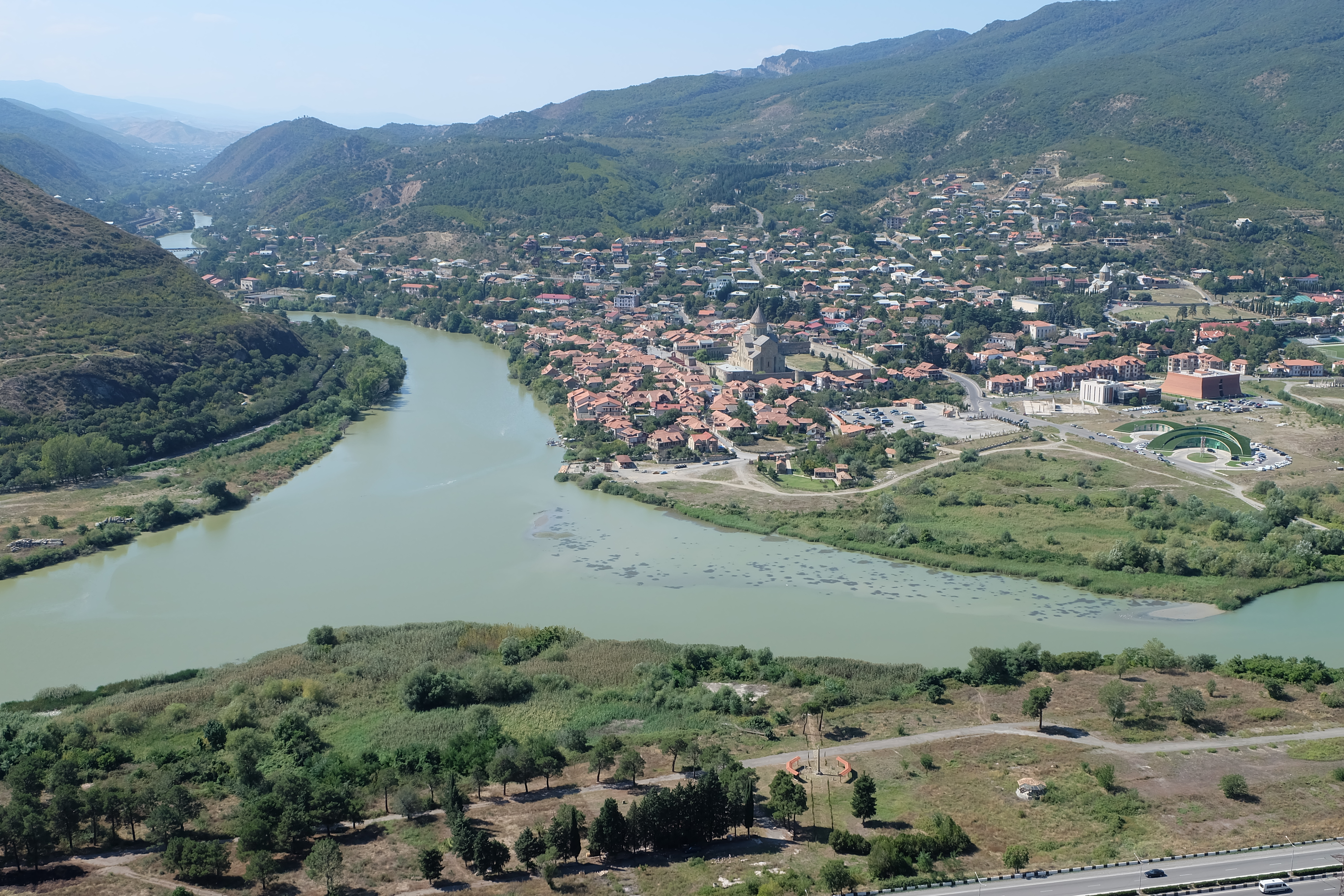
Початок Саґурамського хребта біля Мцхети

Саґурамський хребет розташований на Сході Грузії, простягнеться із заходу на схід, і є частиною Головного Кавказького хребта. 
Починається Саґурамський хребет білі річки Араґві та закінчується за горою Саґурамомста, на території Тбіліського національного парку, за якою починається Ялнойський хребет, з яким він утворює Саґурамо-Ялнойське гірське пасмо Головного Кавказького хребта.
Хребет має досить рівномірну висоту на всій своїй протяжності, тільки на сході висота збільшується, при стику з Ялнойським хребтом. 
Саґурамський хребет за структурою є антиклінальний, складається з осадових порід (конгломерати, пісковики, глини). Вершини Саґурамського хребта куполоподібні. 
Хребет покритий мішаними листяними лісами, зустрічаються також і субальпійські луки. 
Найвища вершина хребта — гора Саґурамосмта, висотою 1385,5 метри над рівнем моря.
На схилах Саґурамського хребта розташовані: Тбіліський національний парк та Зедазенський монастир.

## Світлини

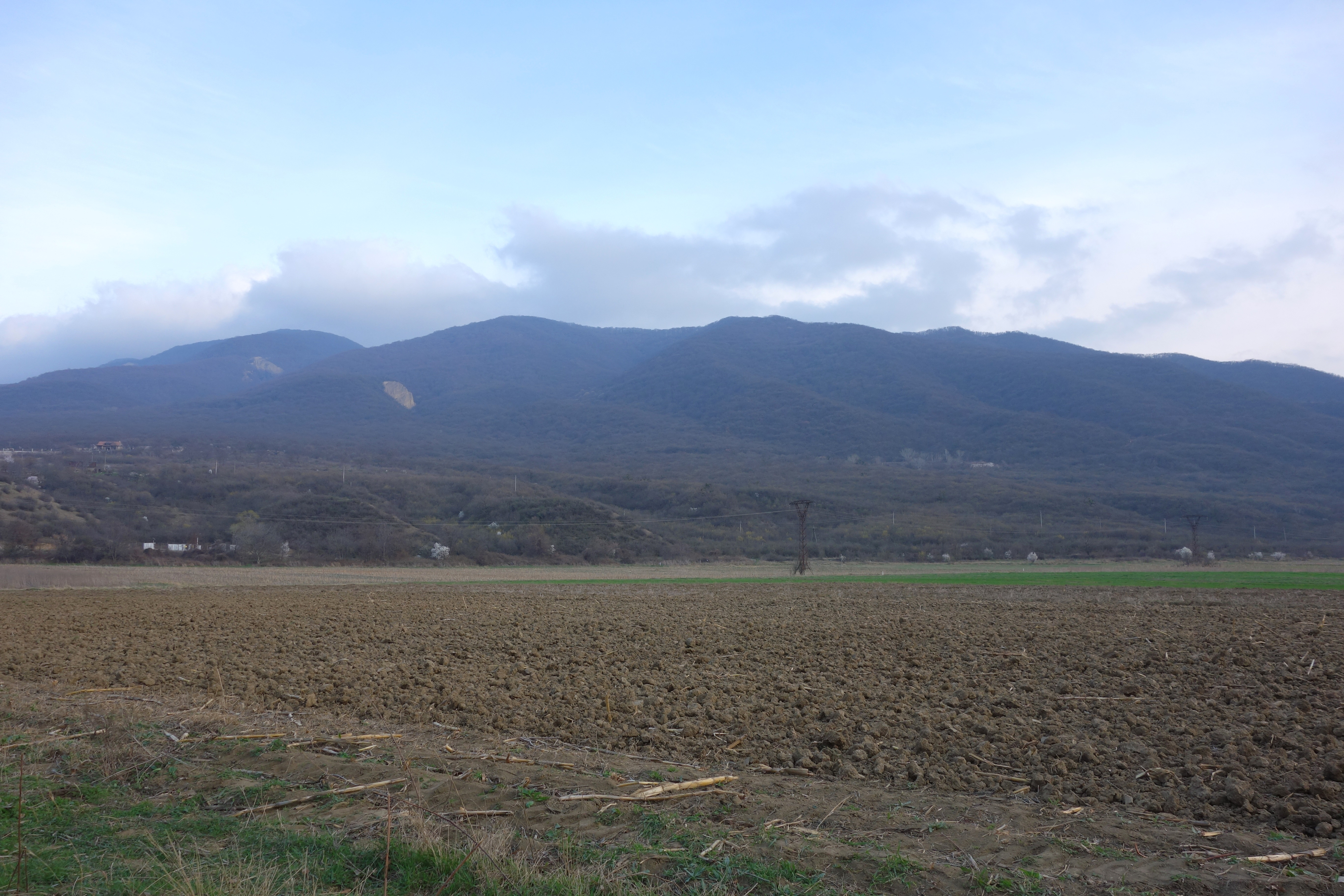
Гора Зедазені
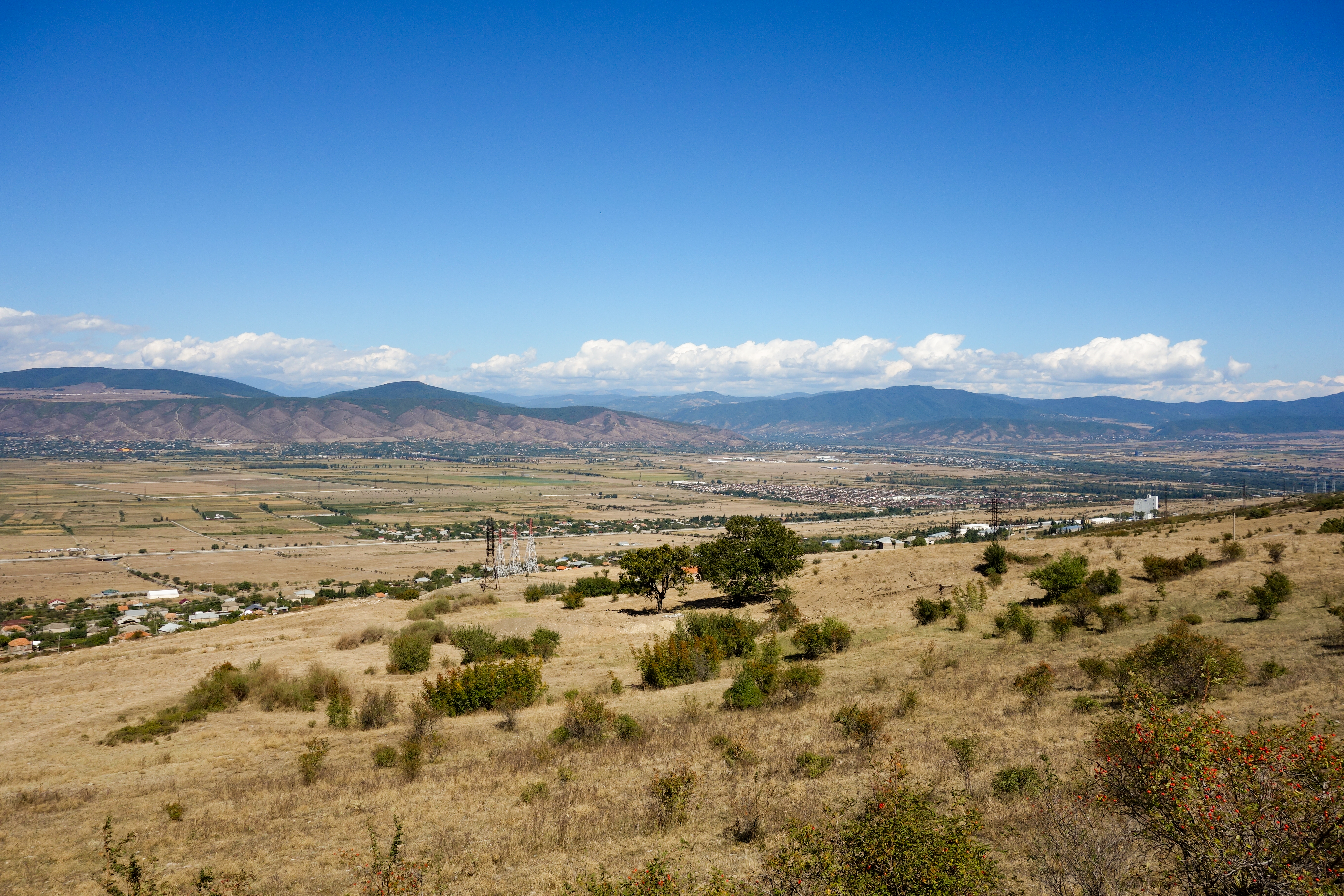
Мухран-Саґурамська долина, на дальньому плані Саґурамський хребет
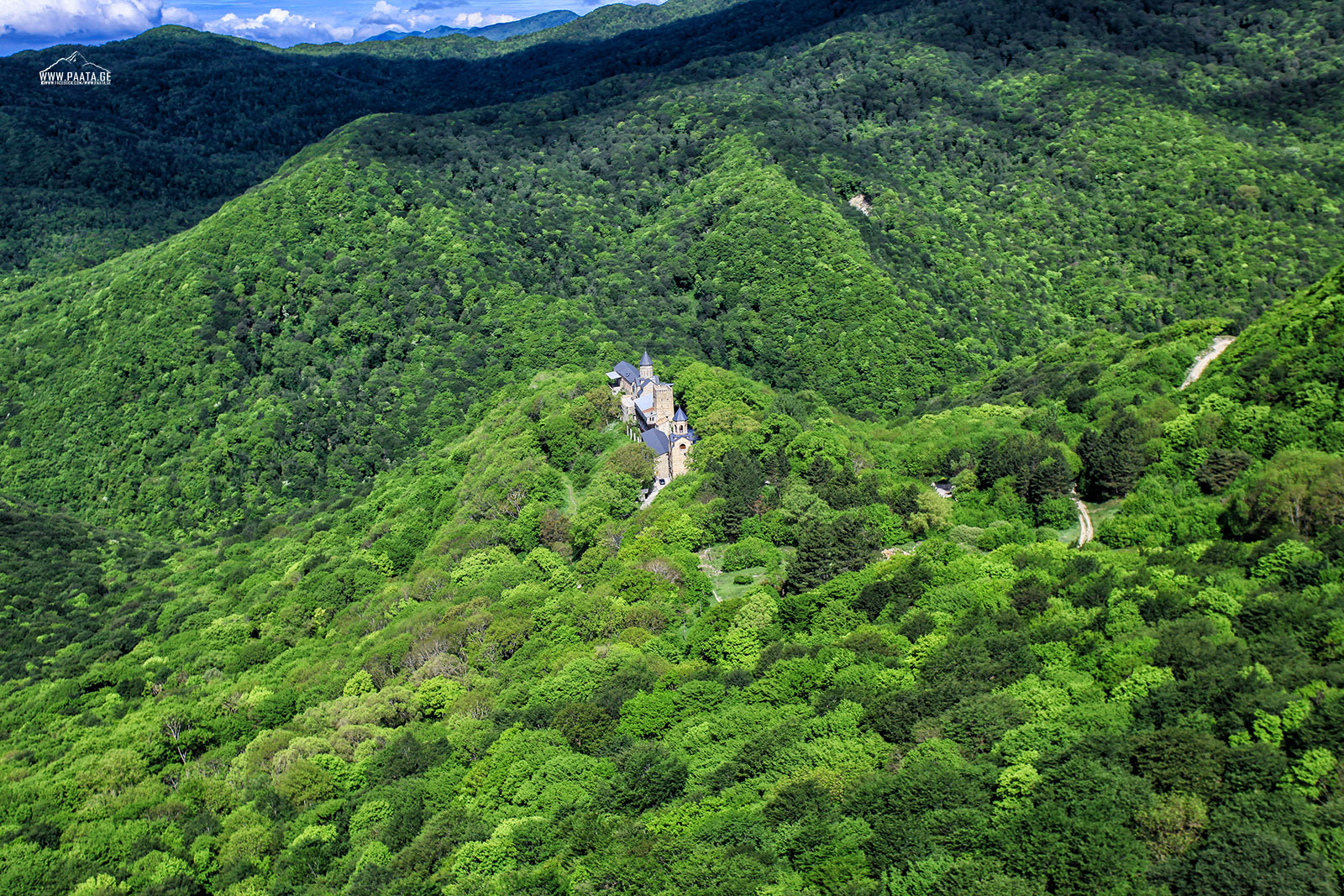
Схили Саґурамського хребета
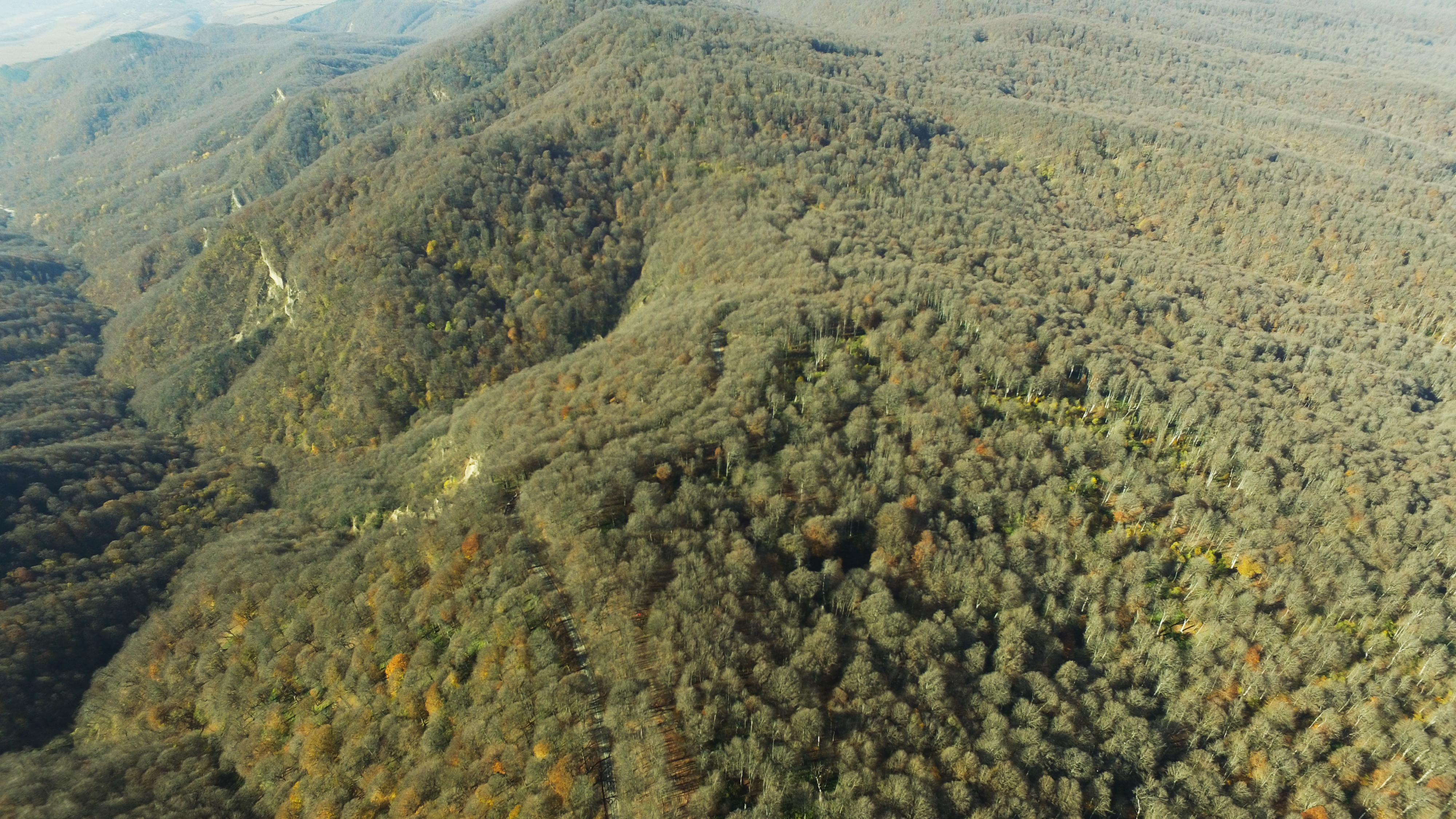
Схили Саґурамського хребета